# Узедом (град)
Узедом (њем. Usedom) град је у њемачкој савезној држави Мекленбург-Западна Померанија. Једно је од 89 општинских средишта округа Остфорпомерн. Према процјени из 2010. у граду је живјело 1.880 становника. Посједује регионалну шифру (AGS) 13059097.

## Географски и демографски подаци
Узедом се налази у савезној држави Мекленбург-Западна Померанија у округу Остфорпомерн. Град се налази на надморској висини од 0 метара. Површина општине износи 38,6 km². У самом граду је, према процјени из 2010. године, живјело 1.880 становника. Просјечна густина становништва износи 49 становника/km².

## Међународна сарадња
| Мјесто | Држава    | Врста сарадње | Од    |
| ------ | --------- | ------------- | ----- |
|        | Француска | партнерство   | 1994. |
| Извор  |           |               |       |